# Лу Геріг
Генрі Лу Геріг (англ. Henry Louis Gehrig; 19 червня 1903, Нью-Йорк — 2 червня 1941, Нью-Йорк) — бейсболіст, гравець Першої Ліги бейсболу, встановив декілька рекордів ліги, включений до «Зали Слави бейсболу».
Лу Геріг, названий за витривалість «Залізний кінь» — захисник першої бази Головної ліги бейсболу. Протягом всієї своєї 17-річної кар'єри (1923—1939) він грав за Нью-Йорк Янкіз. Геріг встановив декілька рекордів ліги. Він також провів найбільшу (23) кількість «Гренд Слем» ударів.
Геріг запам'ятався майстерністю нападника, рекордною (2130) кількістю підряд зіграних за свою команду матчів, і трагічним відходом зі спорту у віці 36 років, коли він захворів на бічний аміотрофічний склероз, який широко відомий в США і Канаді як «хвороба Лу Геріга».
Ім'я Геріга було включено до Зали слави бейсболу в 1939 році. У 1969 році Асоціацією бейсбольних журналістів США він був визнаним великим захисником першої бази всіх часів, а в 1999 році за результатами голосування фанатів обраний до складу «Команди століття Головної бейсбольної ліги» (англ. Major League Baseball All-Century Team). У 1927 і 1936 роках Лу Геріг нагороджувався премією Американської ліги «Найцінніший гравець Головної ліги бейсболу» (англ. Major League Baseball Most Valuable Player Award), він також був переможцем «Трійної Корони» в 1934 році. За його біографією знято художній фільм «Гордість янкі», який увійшов у список 100 найбільш надихаючих американських фільмів за 100 років за версією AFI.

## Зал Слави
7 грудня 1939 року під час зимової зустрічі Лу Геріг був включений у Зал Слави бейсболу як спеціальний вибір, пов'язаний із його хворобою. У віці 36 років він став другим наймолодшим гравцем, удостоєним такої честі після Сенді Коуфакса. Але офіційна церемонія включення не проводилась. 28 липня 2013 року під час щорічної церемонії включення в Зал бейсбольної слави, що проходила з 26 по 29 липня в Куперстауні (штат Нью-Йорк), пройшла спеціальна церемонія, присвячена йому і ще одинадцяти померлим гравцям, включаючи Роджера Хорнбсі.

## Лу Геріг в кіно і на телебаченні
У 1938 році Лу Геріг зіграв самого себе в фільмі кінокомпанії 20th Century Fox Rawhide. У 2006 році було опубліковано дослідження Американської академії неврології, в якому вчені провели аналіз цього фільму, а також фотографії Геріга, знятих між 1937 і 1939 роком, намагаючись знайти момент, коли у Геріга почали проявлятись симптоми бокового амотрофічного склерозу. Учені прийшли до висновку, що по фотографіям атрофія м'язів рук могла бути зафіксована в 1939 році, але ніяких явних аномалій в момент зйомок Rawhide в січні 1938 року не було помічено.
У 1942 році за мотивами життя Лу Геріга було знято фільм «Гордість янки», в якому роль бейсболіста зіграв Гері Купер, а його жінки Елеонори — Тереза Райт. Фільм отримав 11 номінацій на премію «Оскар», став переможцем в категорії за найкращий монтаж. У фільмі також знялись гравці «Янкіз», а також спортивний коментатор Юіл Стерн. В 1978 році вийшов фільм, заснований на автобіографічній книзі «My Luke and I» Елеонори Геріг і Джозефа Дурсо, A Love Affair: The Eleanor and Lou Gehrig, ролі Елеонори і Лу Геріга в якому виконали Блайт Данер і Едвард Херман. У фільмі 2018 року Шпигунська гра бейсболіста зіграв Джеймс Макван.

## Рекорди і досягнення
Через шістдесят років після закінчення кар'єри, в 1999 році при виборі «Команди століття Головної бейсбольної ліги», Геріг отримав найбільшу кількість голосів в голосуванні вболівальників.
У 1999 році видавництво Sporting News поставило Геріга на шосте місце в списку 100 найвеличніших бейсболістів.

### Рекорди

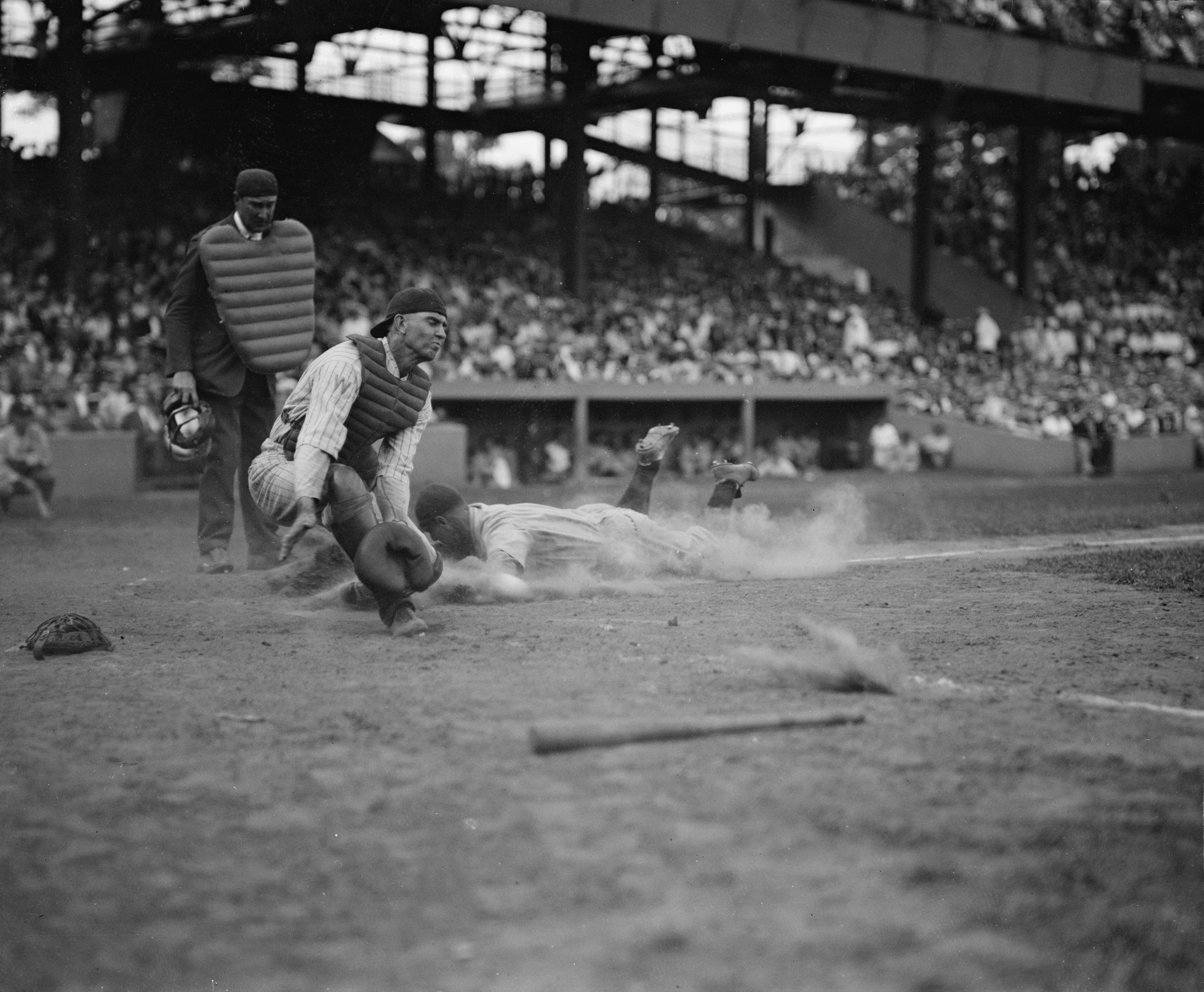
Геріг виконує слайд в будинок в 1925 році.

| Досягнення                                                          | Record        | Прим. |
| ------------------------------------------------------------------- | ------------- | ----- |
| Кількість проведених підряд сезонів з показником RBI 120 і більше   | 8 (1927—1934) | [ 7 ] |
| Кількість runs batted in (RBI), зроблених гравцем першої бази       | 1995          | [ 7 ] |
| Кількість очок, набраних гравцем першої бази                        | 1888          | [ 7 ] |
| Найвищий відсоток попадання на першу базу серед гравців першої бази | 44,7          | [ 7 ] |
| Кількість пробіжок серед гравців першої бази                        | 1508          | [ 7 ] |
| Найвищий процент сильних ударів серед гравців першої бази           | 63,2          | [ 7 ] |
| Найбільша кількість екстра-базових хітів серед гравців першої бази  | 1190          | [ 7 ] |
| Рекорди за сезон                                                    |               |       |
| Найбільша кількість RBI серед гравців першої бази                   | 184 (1931)    | [ 7 ] |
| Найбільша кількість набраних очок серед гравців першої бази         | 167 (1936)    | [ 7 ] |
| Найбільший відсоток сильних ударів серед гравців першої бази        | 76,5 (1927)   | [ 7 ] |
| Екстра-базові хіти серед гравців першої бази                        | 117 (1927)    | [ 7 ] |
| Кількість зайнятих баз серед гравців першої бази                    | 447 (1927)    | [ 7 ] |
| Рекорди за одну гру                                                 |               |       |
| Кількість хоум-ранів ділить ще з 15 гравцями                        | 4             | [ 7 ] |